# Río Galligans
El río Galligans (en catalán Galligants) es un corto río situado en el noreste de la península ibérica, Cataluña, España
Se encuentra emplazado en la ciudad de Gerona, un afluente del margen derecho del río Oñar, que nace en las laderas septentrionales de las Gavarres. Desemboca en el colector en Gerona, entre la Força Vella y el monasterio de San Pedro de Galligans, cerca del lugar donde se juntan el río Ter y el Oñar. Riega el valle de San Daniel.

## La inundación
Los días 18 y 19 de septiembre de 1940, estos ríos protagonizaron la última gran inundación que sufrió la ciudad de Gerona, en la cual perdieron su vida unas cien personas, entre las cuales se contaba el heroico Alférez Huarte.

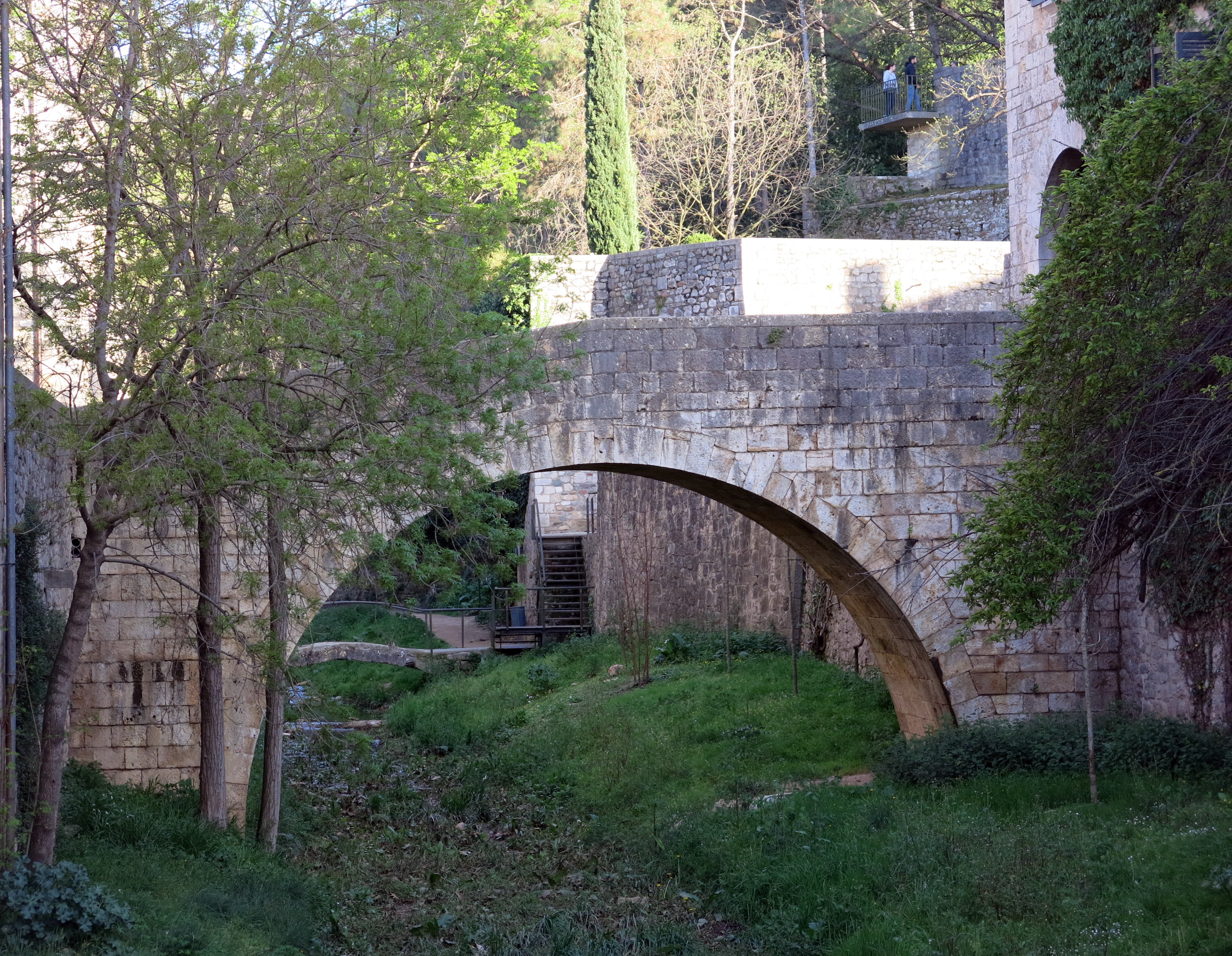
Puente de Sant Pere de Galligants.

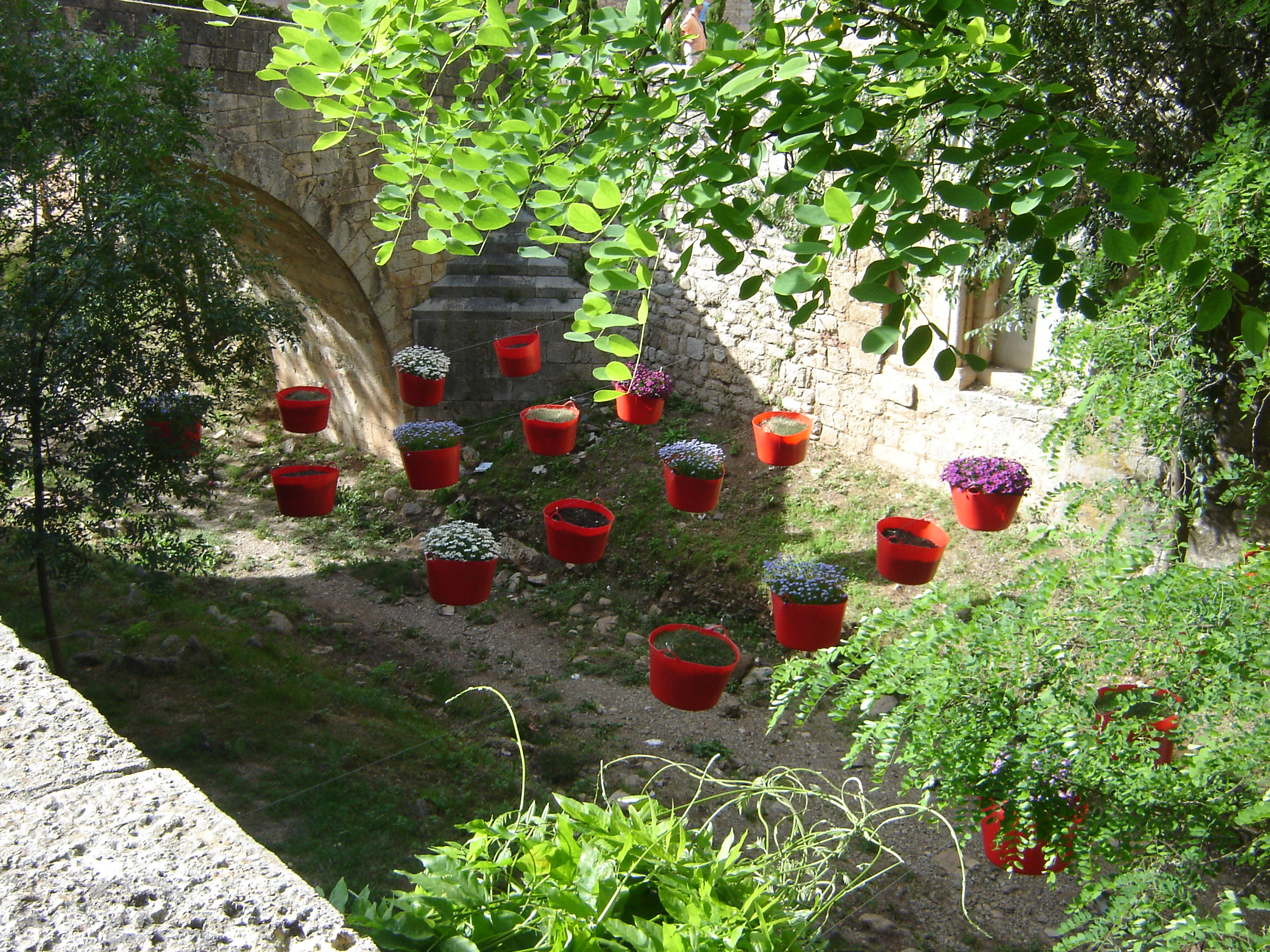
Instalación de flores en el lecho del río durante la exposición Temps de Flors del año 2007.